# Dalbergia cultrata
Cẩm sừng hay cẩm sừng trâu ( danh pháp hai phần: Dalbergia cultrata) là một loài thực vật có hoa trong họ Đậu. Loài này được Benth. miêu tả khoa học đầu tiên.
Cây trưởng thành cao từ 15 đến 30 m. Có thân thẳng, tán thưa và hẹp. Loài này phân bố ở Myanmar, Cambodia, Laos, Thailand và Việt Nam. Nó đang bị đe dọa do mất môi trường sống và bị khai thác quá mức để làm gỗ xẻ.